# آاگ بی.۱
آاگ بی.۱ (به انگلیسی: AEG B.I) یک هواگرد ساختِ کارخانهٔ آاگ در کشور آلمان است. این هواگرد برای نخستین بار در ۱۹۱۴ میلادی مورد استفاده قرار گرفت.